# ویلیام فورسایت (کشاورز)

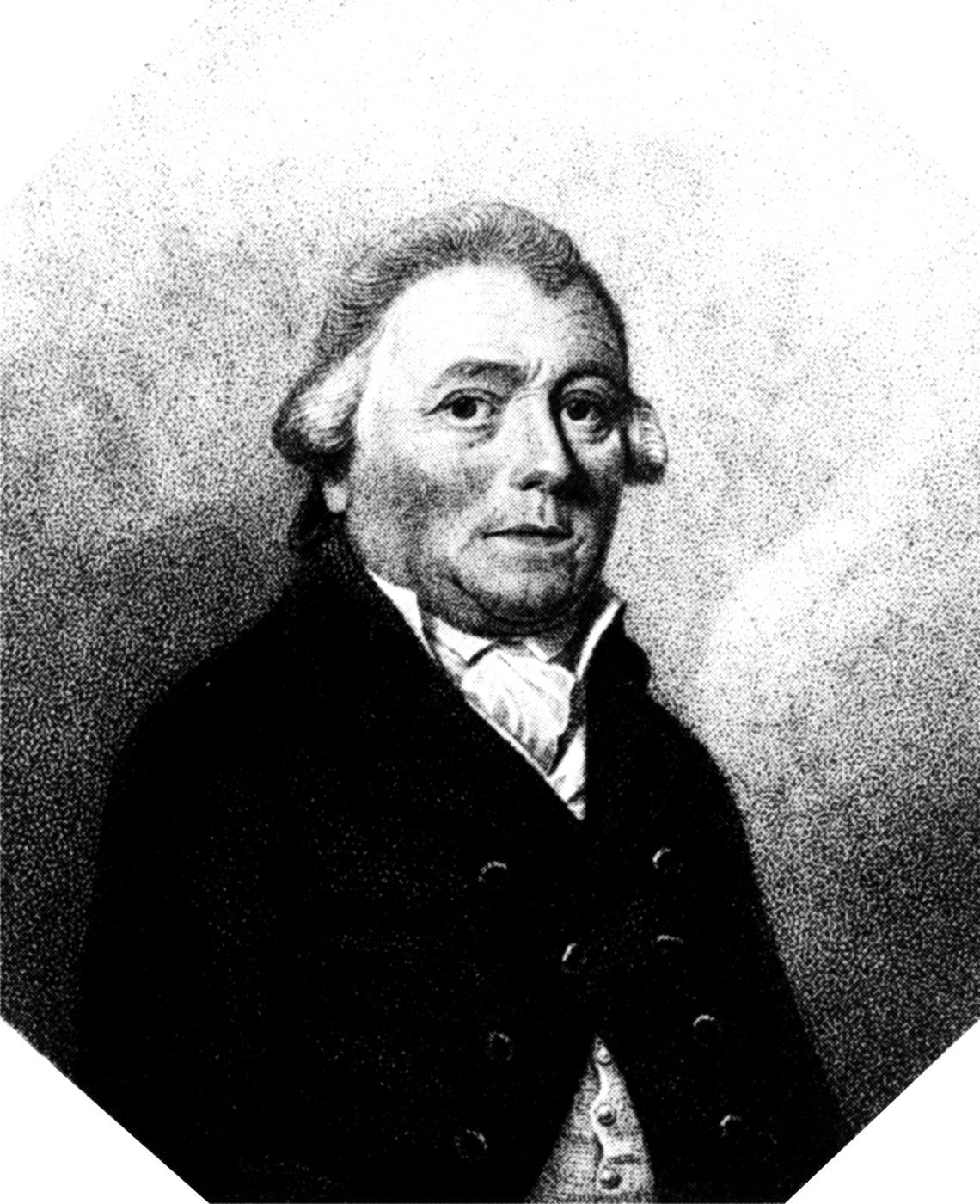
ویلیام فورسایت

ویلیام فورسایت (به انگلیسی: William Forsyth)،(زاده ۱۷۳۷ - درگذشته ۱۸۰۴) گیاه‌شناس اسکاتلندی بود. او سر باغبان سلطنتی و مؤسس انجمن سلطنتی باغبانی بود و سرده گیاهان گلدار فورسایتیا (یاس زرد) به افتخار او نامگذاری شده‌است.
فورسایت در اولدملدرام آبردین‌شایر به دنیا آمد و زیر نظر باغبان اصلی باغ پزشکی چلسی فیلیپ میلر آموزش باغبانی دید. او در سال ۱۷۷۱ رئیس باغبانان و مربی جان فریزر شد. در سال ۱۷۸۴ به عنوان سرپرست باغ‌های سلطنتی در کنسینگتون و سنت جیمز منصوب شد و تا زمان مرگ در این پست باقی ماند.
در سال ۱۷۷۴ او یکی از اولین باغ‌های صخره‌ای را در حالی که مسئول باغ پزشکی چلسی بود، ایجاد کرد. باغ او شامل ۴۰ تن از سنگ‌های مختلف جمع‌آوری شده از کنار جاده در خارج از برج لندن و مقداری چخماق و گچ فرنگی از دامنه تپه‌های گچی اطراف و مقداری گدازههای جمع‌آوری شده از ایسلند بود. این باغ نتوانست به‌طور جدی رشد کند.